# Buthoscorpio chinnarensis
Espèce
Buthoscorpio chinnarensis est une espèce de scorpions de la famille des Buthidae.

## Systématique
L'espèce Buthoscorpio chinnarensis a été décrite en 2015 par K. Aswathi (d), Pavittu Meethal Sureshan (d) et Wilson R. Lourenço.

## Distribution
Cette espèce est endémique du Kerala en Inde. Elle se rencontre dans le district d'Idukki.

## Description
Le mâle holotype mesure 30,27 mm et les femelles paratypes 32,70 et 40,02 mm.

## Étymologie
Son nom d'espèce, composé de chinnar et du suffixe latin -ensis, « qui vit dans, qui habite », lui a été donné en référence au lieu de sa découverte, le sanctuaire faunique de Chinnar (d).

## Publication originale
- Aswathi, Sureshan & Lourenço, 2015 : « A new scorpion of the genus Buthoscorpio Werner, 1936 (Scorpiones: Buthidae) from Kerala, India ». Taprobanica, vol. 7, no 4, p. 213–218 (texte intégral).